# 津泽瓦特卡农村居民点
津泽瓦特卡农村居民点（俄语：Зензеватское сельское поселение）是俄罗斯联邦伏尔加格勒州奥利霍夫卡区所属的一个农村居民点。其下辖有1个居民点，行政中心为津泽瓦特卡。据2016年统计，该农村居民点的人口为1588人。